# Gertie Evenhuis
Gertie Evenhuis (Stadskanaal - Onstwedde, 4 maart 1927 – Amsterdam, 19 augustus 2005) was een Nederlandse schrijfster van jeugdboeken.
Ze is geboren als Geurtje Elbertsen. Ze ging naar de HBS en de kweekschool en haalde de akte MO-Nederlands. Ze huwde in 1953 in Groningen met dominee Willem Evenhuis (1924-2011), van wie ze veel later scheidde, maar toch de naam behield.
Tijdens haar huwelijk woonde ze in het Zeeuws-Vlaamse Biervliet; dat liet sporen na in haar vroege jeugdromans over de Westerschelde, over smokkelaars en over de Oost-Vlaamse gemeente Schellebelle.
Het dagboek dat Evenhuis in de oorlog had bijgehouden, vormde de basis van Wij waren er ook bij. Voor dit boek kreeg ze in 1964 de Nienke van Hichtumprijs. Het was de eerste keer dat die prijs werd uitgereikt. In 1974 kreeg ze een Zilveren Griffel voor Stefan en Stefan, een boek dat handelt in Roemenië en gaat over de angst voor een nieuwe oorlog.
Van Evenhuis werd gezegd dat ze vooral schreef over "jongeren die lijden onder de druk van volwassenen". Dit zou van toepassing kunnen zijn op een van haar laatste boeken, Verstekeling in de Sinaï, waarin een Nederlandse jongen vriendschap sluit met een Palestijnse jongen en een Israëlisch meisje.
Gertie Evenhuis schreef ook het script van de televisieserie Boerin in Frankrijk (regie: Bob Löwenstein met Lia Dorana).